# Stabschef
Stabschef ([ʃtaːps.ʃɛf], "Chefe do Gabinete") foi um cargo e posto paramilitar no Sturmabteilung (SA), os stormtroopers paramilitares associados ao Partido Nazista. Era um posto e cargo ocupado pelo chefe operacional da SA. A classificação é equivalente à patente de Generaloberst no Exército Alemão e a General no Exército dos EUA. 

## Definição
A posição de SA-Stabschef, ainda não um posto, foi estabelecida em 1929 para auxiliar o Oberster SA-Führer  na administração da organização em rápido crescimento. Otto Wagener ocupou o cargo de Oberster SA-Führer Franz Pfeffer von Salomon de 1928 a 1930, e efetivamente chefiou a SA desde que Hitler assumiu o título de Oberste SA-Führer em agosto até que Ernst Röhm o substituiu em janeiro de 1931. 
O atual posto da SA de Stabschef foi criado por Röhm para si mesmo em 1933, depois que Hitler se tornou chanceler. Embora Hitler tenha se tornado o comandante supremo da SA em 1930, a administração diária da organização foi deixada para o chefe de gabinete. Assim, os homens que ocuparam o posto de Stabschef depois de 1930 eram os verdadeiros líderes da SA. 

## Titulares
O cargo de Stabschef foi ocupado por quatro pessoas diferentes entre 1929 e 1945 e foi, exceto no primeiro caso de sucessão, herdado devido à morte de um predecessor. Os seguintes oficiais SA ocuparam o cargo de Stabschef:
| N° | Retrato | Stabschef         | Posse                | Fim                    | Tempo no Cargo    | Partido | Ref   |
| -- | ------- | ----------------- | -------------------- | ---------------------- | ----------------- | ------- | ----- |
| 1  |         | Otto Wagener      | Outubro de 1929      | 31 de dezembro de 1930 | 1 ano e 2 meses   | NSDAP   | [ 3 ] |
| 2  |         | Ernst Röhm        | 5 de janeiro de 1931 | 1 de julho de 1934 †   | 3 anos e 5 meses  | NSDAP   | [ 5 ] |
| 3  |         | Viktor Lutze      | 1 de julho de 1934   | 2 de maio de 1943 †    | 8 anos e 10 meses | NSDAP   | [ 6 ] |
| -  |         | Max Jüttner       | 2 de maio de 1943    | agosto de 1943         | 2 meses           | NSDAP   | [ 7 ] |
| 4  |         | Wilhelm Schepmann | agosto de 1943       | 5 de maio de 1945      | 1 ano, 9 meses    | NSDAP   | [ 8 ] |

## Insígnia
A insígnia inicial de Stabschef consistia em um remendo de folha de carvalho usado na gola do uniforme do stormtrooper. Evidências fotográficas mostram Ernst Röhm usando tal insígnia em seus primeiros dias como chefe de gabinete da SA. À medida que a autoridade de Röhm aumentava, também aumentava sua insígnia e, em meados de 1931, evidências fotográficas mostram que ele usava uma estrela com uma coroa de flores que foi desenhada após a gola de um general boliviano, devido à experiência militar anterior de Röhm como conselheiro militar na Bolívia.

Depois de 1933, a insígnia de Stabschef consistia em um padrão de "lanças cruzadas", envolto por meio círculo de folha de carvalho. Depois de 1934, a insígnia foi alterada para um padrão de folha de carvalho com três folhas entrelaçadas, semelhante à insígnia do posto SS do Reichsführer-SS.  Com a queda da Alemanha nazista, o Sturmabteilung deixou de existir e com ele o Stabschef .

Insígnia (1933-1934)
Insígnia (1934-1945)
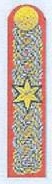
Insígnia de ombro (1933–1945)